# Lana Obad
Lana Obad, né en 1989 à Zagreb, est une croate couronnée Miss Univers Croatie 2010, le 27 mars 2010 à Zagreb. Elle représentera la Croatie aux concours de Miss Univers 2010.